# Томы
То́мы (греч. Τόμοι, лат. Tomi; То́мис, греч. Τόμις, лат. Tomis) — античный город на западном берегу Чёрного моря (современный город Констанца в Румынии). Находился на территории исторической Малой Скифии (ныне Добруджа, Румыния), основанный около 500 года до н. э.
В соответствии с наиболее распространённым преданием, когда Медея помогла Ясону и его спутникам выкрасть Золотое руно, её единокровный брат — Апсирт отправился в плавание вместе с аргонавтами. Медея убила Апсирта и, разрезав его тело на мелкие куски, разбросала их в море по пути следования своего отца, преследовавшего Ясона[3]. Тем самым она облегчила бегство аргонавтов из Колхиды. Ээт вынужден был остановить погоню, собрать части тела сына и похоронить на месте, названном Томы.
Согласно другим легендам, основателем города являлась царица массагетов по имени Томирис.
Иордан в своей «Гетике» сообщает:
|  | Тогда царица Томира, усилившись благодаря победе [над Киром] и огромной, захваченной у врагов добыче, пошла в ту часть Мёзии, которая, восприняв имя от Великой Скифии, ныне называется Малой Скифией, и там на мёзийском берегу Понта построила город Томы [совр. Констанца, — несколько веков столица Малой Скифии], [назвав его] по своему имени. |

По одной из версий город Томы являлся древнегреческой колонией на берегу Северного Причерноморья, затем перешёл под римский контроль и стал одним из важнейших городов римской провинции Мёзия.
Часть древнего города ушла под воду одноимённой бухты Томы. Во время строительных работ в городе сделаны многочисленные открытия и находки. Особенно знамениты коллекции римских напольных мозаичных панно, представленных в музее Констанцы.

## История

### Древнегреческий период
Город основан в 633 г. до н. э. греками-ионийцами, выходцами из Милета. Город становится важным портом. В архаические времена город относился к территории Фракии, был осаждаем и завоёван скифскими и кельтскими племенами. В степях вокруг Том проживали многочисленные и воинственные племена — даки, геты, мёзы.
В сочинении «Περίοδος του Νικομήδη» (предполагаемый автор — Скимн Хиосский; ок. 185 до н. э.) — работе по географии, написанной на древнегреческом языке трёхстопным ямбом и посвящённой царю Вифинии по имени Никомед есть такие строки: «Томы основаны милетцами. В округе живут скифы».
В античный период Томы стали предметом спора между городами Византием и Каллатисом (Мангалом). Около 255 г. до Р. Х. Томы были независимым полисом. Известно, что город был членом Понтийского Пентаполя — союза прибрежных греческих городов Аполлонии (совр. Созополь), Каллатиса (Мангалия), Месемврии (Несебр) и Одессоса (Варна).

### Древнеримский период
В ходе военной кампании 72 г. до н. э. город был завоёван Луцием Лицинием Лукуллом, однако в 60-48 гг. до н. э. перешёл под контроль дако-гетского царя Буребисты.
В 29 году до н. э. район был окончательно захвачен римлянами под предводительством Марка Лициния Красса и вошёл в состав империи, в связи с чем подвергся романизации и впоследствии христианизации. Теодор Момзен называет Томы главным городом римской провинции Нижняя Мизия.
В 8 году н. э. сюда был сослан Августом поэт Овидий, который здесь и умер в 17 (по другим сведениям в 18) году. Овидий оставил очерки о жизни в далёкой и суровой — по итальянским меркам — провинции («холод зимой такой, что вино замерзает в сосудах»). Там он написал свои «Понтийские письма» — важный источник о быте жителей этой области. В Констанце на площади Овидия (Piaţa Ovidiu) ныне стоит памятник Овидию.

### Византийский период
До реформ Диоклетиана город входил в состав провинции Нижняя Мёзия, затем была выделена отдельная провинция Малая Скифия. При императоре Ликинии (307—324) в Томах пострадали за исповедание веры и были казнены святые мученики Гордиан, Макровий, Илия, Зотик, Лукиан и Валериан.
Территория Малой Скифии оставалась в составе Византии до нашествия славян и болгар в VII веке. Уже в составе Византии, город был переименован в Константиану в честь Констанции, сводной сестры Константина Великого (274—337 годы), однако впервые под названием «Κωνστάντια» («Constantia») город упоминается лишь в 950 году.

### Османский период
С 1419 года находился в составе Османской империи. После войны Румынии за независимость, в 1878 году Констанца и остальная часть северной Добруджи были переданы Османской империей Румынии.

## В литературе
В Томах начала III века происходит действие первой части исторического романа «В дни Каракаллы» (1961) русского писателя Антонина Ладинского. Главный герой произведения, от лица которого ведётся рассказ, родом из этого города.

## Галерея
- Остатки колонн на раскопках древнегреческого города Томы (совр. Констанца)
- Остатки колонн на раскопках древнегреческого города Томы (совр. Констанца)
- Статуи 1-3 вв. из раскопок древнегреческого года Томы (совр. Констанца)
- Статуя из раскопок древнегреческого года Томы (совр. Констанца)
- Надгробная плита из раскопок древнегреческого года Томы (совр. Констанца) 100-150 гг. н.э.
- Архитектурные элементы из раскопок древнегреческого года Томы (совр. Констанца)
- Надгробие 1 в. до Р.Х. из раскопок древнегреческого года Томы (совр. Констанца)
- Гликон (воплощение божества Асклепия (Эскулапа)). конец 2-го века н.э. Из раскопок античного г. Томы (совр. Констанца)
- Сталла с раскопок древнегреческого города Томы (совр. Констанца)
- Артефакты 2 и 3 вв. от Р.Х., найденные во время раскопок в античном городе Томы (совр. Констанца)
- Римские мозаики города Томы (Констанца)
- Римские мозаики г. Томы (Констанца)
- Статуя римского поэта Овидия, отбывавшего ссылку в г. Томы (совр. Констанца)
- стена римского периода г. Томы (Констанца)